# Una notte di Cleopatra
Una notte di Cleopatra (Une nuit de Cléopâtre) è un romanzo sentimentale del 1838 scritto da Théophile Gautier. È il numero 71 della serie Biblioteca Economica Newton.

## Trama
Attraversando il Nilo sulla sua canoa reale per raggiungere la sua residenza estiva, Cleopatra è terribilmente annoiata. Meïamoun, innamorato della regina, si intrufola e viene sorpreso a spiarla nel bagno reale. Avendo il capriccio di essere indulgente, Cleopatra le concede una notte orgiastica, al termine del quale Meïamoun si ucciderà col veleno. La notte si svolge nello sfarzo e nel lusso. All'alba all'arrivo di Marcantonio, Meïamoun avuta "la sua notte" con Cleopatra si uccide col veleno, mentre Cleopatra perso ogni interesse per il giovane dedica tutte le sue attenzioni a Marcantonio.

## Edizioni
- Théophile Gautier, Il romanzo della mummia, collana Biblioteca Economica Newton n° 71, Editrice Nord, 1858.